# Liste des évêques de Saint-Omer
Pour un article plus général, voir Ancien diocèse de Saint-Omer.
Liste des évêques de Saint-Omer :

## Évêque de Saint-Omer
- Guillaume de Poitiers 1561 (refusé, non sacré)
- Gérard de Haméricourt 1563-1577
- Jean Six 1581-1586
- Jacques de Pamele 1587 (nommé, non confirmé, mort en 1587)
- Jean de Vernois (OP) 1591-1599
- Jacques Blaes (OFM) 1600-1618, transf. de Namur (1600)
- Paul Boudot 1619-1627, transf. p/Arras (1627)
- Pierre Paunet (OFM) 1628-1631
- Christophe de Morlet 1632-1633
- Christophe de France  1635-1656
- Ladislas Jonnart 1662-1671, transf p/Cambrai (1671)
- Jacques-Théodore de Bryas 1672-1675, transf p/Cambrai (1675)
- Jean Charles de Longueval 1676 (nommé, mort(1676) avant d'avoir été préconisé)
- Pierre Van Den Perre 1677 (non confirmé par le Pape)
- Armand-Anne-Tristan de La Baume de Suze 1677 (non confirmé par le Pape)
- Louis-Alphonse de Valbelle 1677-1708, transf. de Alet(1677)
- François de Valbelle-Tourves 1708-1727
- Joseph-Alphonse de Valbelle-Tourves 1727-1754, auparavant évêque titulaire d'Hiérapolis-en-Isaurie (de)
- Pierre-Joseph de Brunes de Monlouet 1754-1765, transf. de Dol (1754)
- Louis-Hilaire de Conzié 1766-1769, transf.p/Arras (1769)
- François de Conzié 1769-1774, frère cadet du précédent transf.p/Tours (1774)
- Jean Auguste de Chastenet de Puységur 1775-1778, transf.p/Carcassonne (1778)
- Alexandre-Joseph-Alexis de Bruyère de Chalabre 1778-1796, dernier évêque de Saint-Omer.

Le diocèse est supprimé en 1790.

## Évêques constitutionnels du Pas-de-Calais
- 1791-1793 : Pierre-Joseph Porion
- 1797-1801 : Mathieu Asselin